# Муханк
Му́ханк (арм. Մուխանք), известный также как Мо́гунк (арм. Մոգունք) — гавар провинции Арцах Великой Армении. На сегодняшний день территория исторического Пацканка находится де-факто в границах Азербайджанской Республики.

## История
Является вотчиной княжеского рода Мханц. Во второй половине V века был исключён из состава Великой Армении и присоединён к Албанскому марзпанству. В начале IX века правителем Муханка являлся ишхан Степанос Абласад, который с помощью Бабека разгромил и выгнал с территории гавара баласаканцев. Однако последним в конечном итоге удаётся убить Степаноса Абласада и снова завладеть Муханком. Через двенадцать лет племянник Степаноса Абласада − ишхан южных областей Арцаха Есаи абу Мусе снова отвоёвывает Муханк и другие гавары у баласаканцев, принадлежавшие ранее его дяде − Степаносу Абласаду.

## Название
В историографической литературе различных периодов встречаются также такие варианты названия гавара, как Му́ханк (арм. Մուխանք), Мо́гунк (арм. Մոգունք), Мо́ханк (арм. Մոխանք) и Мха́нк (арм. Մխանք).

## География

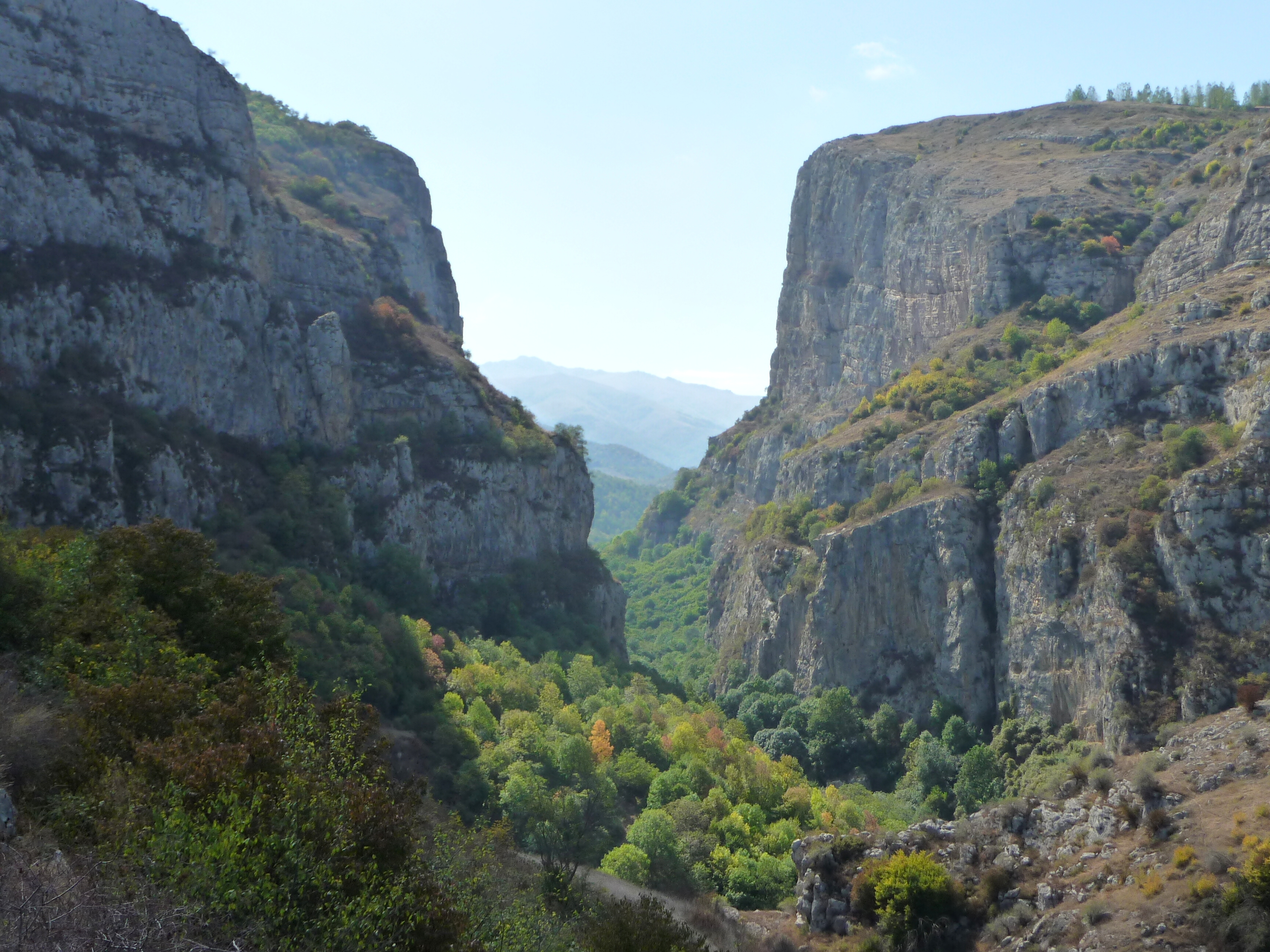
Каньон реки Каркар − северная граница Муханка

Гавар Муханк находится на юго-востоке провинции Арцах, имеет преимущественно равнинный рельеф, на западе переходящий в предгорья Карабахского хребта. Имеет площадь, равную 1250 км². На северо-западе по реке Каркар граничит с гаваром Пианк провинции Арцах, на севере по этой же реке граничит с гаваром Аранрот (Утик), на северо-востоке − с гаваром Три (Утик), на юго-востоке - с гаваром Пацканк (Арцах), на юге − с гаваром Мьюс-Абанд (Арцах), на западе - с гаваром Арчланк (Арцах).
На западе гавара берёт начало река Орян (Հոռյան), протекающая сквозь весь Муханк на восток в гавар Три.
В административном отношении территория Муханка на сегодняшний день преимущественно соответствует в совокупности юго-восточной части Агдамского района (де-факто эта часть контролируется Азербайджаном), южной части Агджабединского района (полностью контролируется Азербайджаном) и восточной части Ходжавендского района (де-факто эта часть контролируется Азербайджаном, при этом согласно административно-территориальному делению непризнанной НКР данная территория составляет восточную часть Мартунинского района) Азербайджанской Республики.